# Atentado en Pune de 2010
El atentado en Pune de 2010 ocurrió el 13 de febrero de 2010 aproximadamente a las 7:15 p. m. IST
cuando una bomba explotó en la Panadería Alemana de la ciudad de Pune, Maharashtra, India. La explosión mató a veintisiete personas, y dejó herido al menos a 60 más, incluyendo una mujer italiana, dos estudiantes sudaneses, y un estudiante iraní.
La Panadería Alemana está situada cerca de la Casa Jabad judía y el ashram de Osho (un resort internacional de meditación) en Koregaon Park, Pune. El ashram y la panadería son frecuentados por extranjeros, y la panadería, que es muy popular entre los turistas y lugareños por igual, estaba ocupada en el momento de la explosión.
Dos grupos poco conocidos que se hacen llamar el Laskhar-e-Toiba Al Alami y el Mujahideen Islami Muslim Front declararon que estaban detrás del atentado. Sin embargo, de acuerdo a las agencias gubernamentales, el ataque pudo haber sido parte de un proyecto de Lashkar-e-Toiba para usar a los Mujahideen Indios, llamado el proyecto Karachi. David Coleman Headley, un presunto terrorista paquistaní-estadounidense, ha sido acusado de participar en el proyecto.

## Lugar y hora

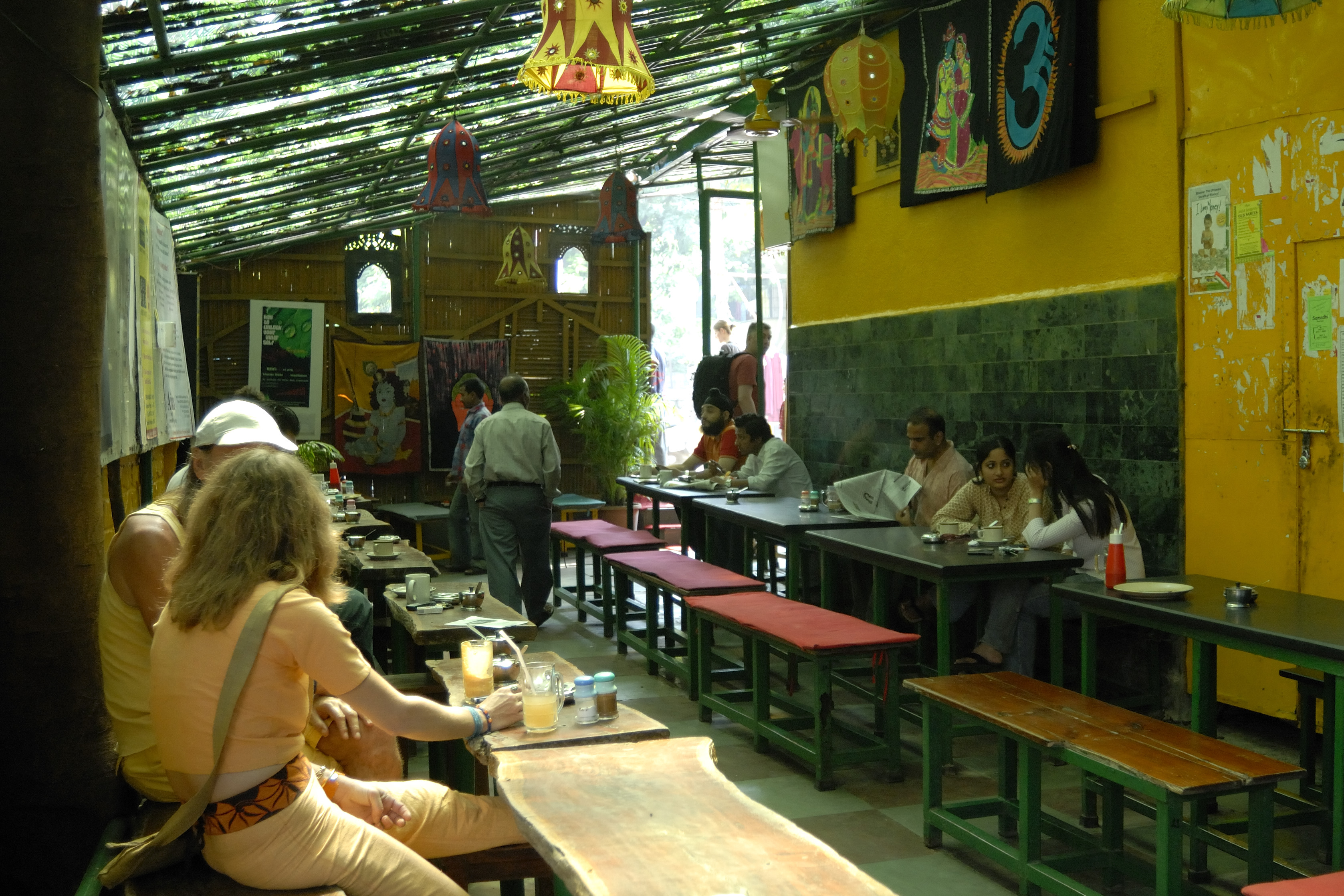
La Panadería Alemana en noviembre de 2007

El lugar del atentado fue la Panadería Alemana, un establecimiento popular de dos décadas de antigüedad. La panadería, situada en la planta baja de un edificio en la esquina de Koregaon Park en Pune, fue reducida a escombros, aunque el resto del edificio quedó intacto. En el momento de la explosión, las estrechas zonas de asientos de la panadería estaban llenas de estudiantes y visitantes extranjeros procedentes del cercano ashram de Osho. Una alerta de seguridad había sido emitida en octubre de 2009 por una Casa Jabad judía en las inmediaciones  de la Panadería Alemana, pero la panadería no fue considerada en riesgo en ese entonces.
Los primeros reportes de la prensa indicaban que un cilindro de gas licuado de petróleo (GLP) usado para cocinar había causado la explosión, pero el cuerpo de bomberos de la ciudad de Pune emitió una declaración de que los cilindros en la Panadería Alemana estaban intactos. Los organismos de seguridad confirmaron poco después que la explosión fue un ataque terrorista.

## Víctimas
Nueve personas murieron en el acto. El resto de las víctimas fallecieron unos días más tarde durante el tratamiento a consecuencia de las heridas sufridas. El Ministro Jefe de Maharashtra, Ashok Chavan, anunció, "En cuanto al pago de indemnizaciones a los muertos, se pagará a las familias Rs. 500,000 (US$ 11,000) por persona que haya muerto en el desafortunado incidente. Y cualquier gasto médico para las personas que han sido admitidas en los hospitales será sufragado completamente por el gobierno".
Alrededor de sesenta personas resultaron heridas en el atentado. Cuarenta y seis eran varones y el resto eran mujeres. Doce de los heridos eran extranjeros: cinco eran iraníes, dos sudaneses, y dos nepaleses, y uno de Italia, Taiwán y Yemen.
Lista de las víctimas:
| Nombre                  | Edad | Nacionalidad |
| ----------------------- | ---- | ------------ |
| Saied Abdulkhani        | 26   | Irán         |
| Rajeev Agarwal          | 23   | India        |
| Suleiman Alfatah        | 21   | Sudán        |
| Atul Ganpat Anap        | 26   | India        |
| Anindyee Dhar           | 19   | India        |
| Ankik Dhar              | 24   | India        |
| Binita Gadani           | 22   | India        |
| Shilpa Goenka           | 23   | India        |
| Aditi Jindal            | 23   | India        |
| Nadia Macerini          | 37   | Italia       |
| Aditya Jaiprakash Mehta | 24   | India        |
| Gokul Nepali            | 30   | Nepal        |
| Shankar Pansare         | 27   | India        |
| Abhishek Saxena         | 24   | India        |
| P. Sindhuri             | 22   | India        |
| Anaj Sulaiman           | 21   | Sudán        |
| Vikas Tulsiani          | 24   | India        |

## Equipamiento
Un comisario de policía, Satyapal Singh, después de recibir el informe preliminar del laboratorio forense, declaró que se había utilizado un explosivo RDX. Rodamientos y un conjunto de pernos y tuercas eran parte de la bomba. Él agregó, "De acuerdo al reporte del laboratorio forense recibido anoche, el material utilizado para el explosivo era una combinación de RDX, nitrato de amonio y aceite hidrocarbonado de petróleo (ANFO). Sin embargo, la cantidad utilizada no ha sido determinada todavía. El mecanismo de activación también está siendo investigado aún." No se sabe si un detonador remoto o un temporizador fue utilizado para llevar a cabo la explosión.

## Primeras hipótesis sobre los perpetradores y sus motivos

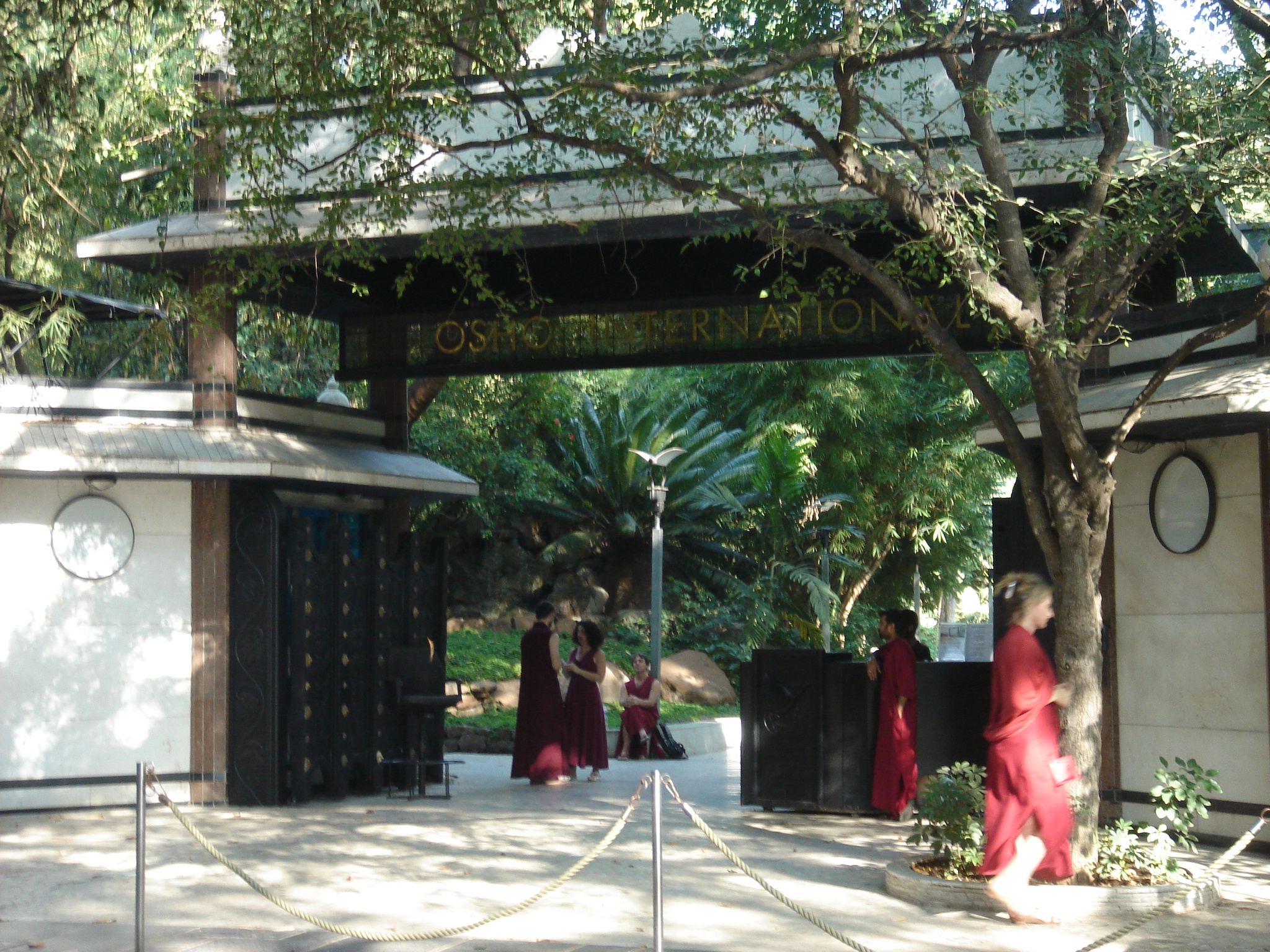
La bomba estalló a 200 metros de la entrada principal del ashram de Osho.

El 14 de febrero, el Ministro del Interior de la India P. Chidambaram declaró que los responsables de la explosión todavía no habían sido identificados, pero que las autoridades indias estaban haciendo los intentos para entrevistar a David Headley, un hombre de negocios paquistaní-estadounidense, acusado de estar involucrado con el terrorismo y actualmente bajo proceso judicial en los Estados Unidos.  En relación con la explosión de la bomba, el Secretario del Interior de la India, G. K. Pillai mencionó también a Headley. Las agencias de noticias han informado que Headley había visitado Pune en julio del 2008 y en marzo de 2009 para explorar el área cercana a la explosión y lo describieron como miembro sospechoso del Lashkar-e-Toiba, una de las más grandes y más activas organizaciones terroristas islamistas de Asia del Sur. G. K. Pillai dijo también que el ataque pudo ser parte de un proyecto de Lashkar-e-Toiba para utilizar a los Mujahideen Indios en lo que Headley parece haber llamado el 'proyecto Karachi' durante su interrogatorio con el Buró Federal de Investigación (FBI) estadounidense.
El ataque se produjo apenas unos días después de que se alcanzó un acuerdo entre la India y Pakistán para reanudar el diálogo, en una reunión el 25 de febrero en Nueva Delhi. El incidente se sumó a la vulnerabilidad del gobierno, con la aposición pidiendo la suspensión de las conversaciones bilaterales.
Un grupo poco conocido autodenominado Laskhar-e-Toiba Al Alami, afirmó que estaba detrás del atentado de Pune a través de una llamada a la oficina en Islamabad del diario indio The Hindu. La persona que llamó parecía estar muy instruida, y dijo que el grupo se había separado  del Lashkar-e-Toiba debido a su afinidad con la Inter-Services Intelligence de Pakistán. La llamada pareció originarse desde el distrito de Miramshah o Bannu en Waziristán del Norte.

## Investigación
La policía de Maharashtra había anunciado que una investigación estaba en curso para determinar la causa de la explosión, mientras un equipo del Central Bureau of Investigation estaba siendo enviado de Nueva Delhi a Pune para ayudar en las investigaciones. Consecuentemente el país entero fue puesto en alerta máxima, en especial Mumbai y Hyderabad. Después de una revisión detallada de las condiciones de seguridad internas a raíz del ataque, el primer ministro Manmohan Singh dirigió el Gobierno de la Unión y el de Maharashtra para tomar medidas coordinadas y eficaces para investigar rápidamente del ataque terrorista.
Las investigaciones con la explosión están siendo hechas por el Escuadrón Antiterrorista del gobierno de Maharashtra junto con la Agencia Nacional de Investigación en Delhi. El jefe del ATS de Maharashtra KP Raghuvanshi está dirigiendo la investigación de la explosión. La agencia ha obtenido imágenes de una cámara de televisión en circuito cerrado (CCTV) de los presuntos terroristas.
Los investigadores primero centraron su atención en la posibilidad de que los ataques fueran perpetrados por un grupo islámico de Pune del que se sabe que ha existido por lo menos desde el 2006. Esto salió del interrogatorio con Mohammad Peerbhoy, un agente indio muyahidín retenido a lo largo de una operación nacional contra el terrorismo dirigida contra el grupo vinculado a Lashkar en 2008.
Instantes antes de la explosión, Para Rimal, un camarero de la Panadería Alemana se había dado cuenta de la bolsa (con explosivos). Cuando Paras se acercó a investigar la bolsa, fue llamado fuera de la panadería por un motorista desconocido que le pagó Rs. 200 (US$3.64) para que trajera un vaso de agua. Debido a que Paras estuvo lejos de la explosión sufrió lesiones leves y se convirtió en un testigo importante para la policía.
Los investigadores también están incluyendo otras ciudades metropolitanas de la India como Bangalore y Mumbai en la investigación. Destinos populares donde los extranjeros confluyen a menudo están siendo registrados. De modo similar, a las personas que se registraron en los hoteles de los alrededores se les está siguiendo la pista. Más de 40 personas han sido arrestadas durante la investigación. Entre ellos cuatro cachemires están detenido en Hampi, Karnataka. La policía de Pune detuvo en sus suburbios a dos sospechosos el 16 de febrero de 2010. Otros dos fueron detenidos en Aurangabad.
El Escuadrón Antiterrorismo de Maharashtra (ATS, por sus siglas en inglés) identificó a Yasin Bhatkal, considerado ser un pariente del fundador indio muyahidín Riyaz Bhatkal, como uno de los principales conspiradores de la explosión en un informe preliminar presentado al Gobierno Estatal el 7 de abril de 2010. La agencia de investigación, en su informe, ha identificado a cuatro sospechosos más involucrados en la explosión, incluyendo a los que pusieron la bolsa que llevaba la bomba que estalló en la Panadería Alemana. El Ministro del Interior de Maharashtra R.R. Patil le dijo al Consejo Legislativo  que los sospechosos serían arrestado en pocos días y que más detalles serían divulgados más adelante.
El 24 de mayo de 2010, el ATS de Maharashtra detuvo a Abdul Samad Bhatkal, hermano menor de Yaseen Bhatkal, al bajar del vuelo 812 de Air India en el Aeropuerto Internacional de Mangalore, por su presunta implicación en un caso de asesinato poco conocido. Sin embargo, más tarde el ministro del Interior P. Chidambaram lo identificó como el principal sospechoso de la explosión en la Panadería Alemana. Bhatkal se había ido a Dubái poco después de la explosión y estuvo volviendo después de que expirara la validez de su visado. Fue detenido usando un Aviso de Alerta que fue emitido por la policía de Mumbai. Samad estaba tratando de escabullirse en el país a través del Aeropuerto de Bajpe aprovechándose de la situación que prevalecía tras el accidente en Mangalore del vuelo del 22 de mayo de 2010 en el Vuelo 812 de Air India Express. Bhatkal fue capturado basándose en la investigación de las imágenes CCTV de la Panadería Alemana.
En septiembre de 2010, el ATS arrestó a Mirza Himayat Baig (29) por su participación en el ataque, así como a su ayudante Shaikh Lalbaba Mohammed Hussain alias Bilal (27), ambos considerados ser miembros de la organización terrorista islámico militante LeT. Baig tuvo la formación para fabricar bombas en Colombo en 2008.
El 30 de noviembre de 2011, la policía de Delhi arrestó a seis agentes indios muyahidín sospechosos quienes afirmaron ser los perpetradores del atentado en  Pune del 2010, la explosión en el Chinnaswamy M. y el atentado en el Jama Masjid del 2010. Se informó también que se ha arrestado a un ciudadano pakistaní. Dos de las siete personas fueron arrestadas en Chennai y fueron identificados por la Policía de Delhi como Mohammad Irshad Khan (50 años) y Abdul Rahman (19 años), procedentes del Distrito de Madhubani en Bihar. Otro individuo – Ghayur Jamil – un estudiante de una Madraza en Darbhanga, fue también detenido en Madhubani bajo la acusación de reclutamiento de jóvenes cerca de la frontera entre India y Nepal para actividades terroristas, siendo Abdul Rahman uno de los reclutados. Esta acusación fue disputada por el padre de Jamil quien lo considera como un buen orador y un hombre religioso y honrado que ha perdido una bolsa que contiene sus pertenencias – que incluyen su tarjeta de Número de Cuenta Permanente (PAN, por sus siglas en inglés), su prueba de residencia y fotos – hace unos días atrás.

## Reacción

### Reacciones Internas
India
- El primer ministro Manmohan Singh quien discutió la situación con el ministro del Interiorter P. Chidambaram, dirigió una investigación rápidamente para que “los culpables responsables de este atroz acto sean identificados y llevados a la justicia lo antes posible,’’[48]
- El presidente del Partido Popular Indio Nitin Gadkari describió el atentado en Pune como un "incidente desafortunado." En una declaración, el líder de la oposición Arun Jaitley dijo: "El BJP insta al gobierno a que reconsidere estas dos medidas: permitir que las personas de Azad Cachemira regresen y reanudar el diálogo con Pakistán. El terror y las negociaciones no pueden coexistir."[49]
- El Partido Comunista de la India (Marxista) condenó el atentado en Pune y pidió al Gobierno de la Unión a que proporcionara toda la ayuda a Maharashtra para sancionar a los culpables.[50]
- El Ministro Jefe de Kerala V S Achuthanandan dijo "Los atentados terroristas que se reportan desde diferentes partes del país son motivo de grave preocupación," añadiendo que la amenaza debe ser vista con seriedad y medidas severas deben ser tomadas para hacer frente a la amenaza.[51]

### Reacciones Internacionales
- Pakistán – El primer ministro Yousaf Raza Gilani condenó el atentado e indicó que el Gobierno pakistaní aún quiere que se siga adelante con las negociaciones de paz.[52]
- Reino Unido – En un comunicado, la Alta Comisión Británica condenó el ataque en Pune y expresó la solidaridad de RU con India. "Condenamos el atentado cobarde sobre las personas inocentes de Pune. El RU expresa su profunda solidaridad con India. Nuestras simpatías y condolencias están con las familias de todos aquellos afectados en este incidente," manifestó.[53]
- Estados Unidos – El embajador Timothy J. Roemer condenó el atentado en Pune. "En nombre del pueblo de los Estados Unidos, expreso mi más sentido pésame al Gobierno de la India y a las víctimas de este trágico atentado terrorista en Pune. Los EE.UU. continúa hombro con hombro con la India en la lucha contra el terrorismo, y contribuirá según se necesite para ayudar a llevar a los responsables de este cobarde acto a la justicia."[53] El presidente Barack Obama condenó el atentado que tuvo lugar en Pune y expresó en una llamada telefónica al primer ministro Manmohan Singh sus condolencias por la pérdida de vidas.[54]